# Școala de la Barbizon

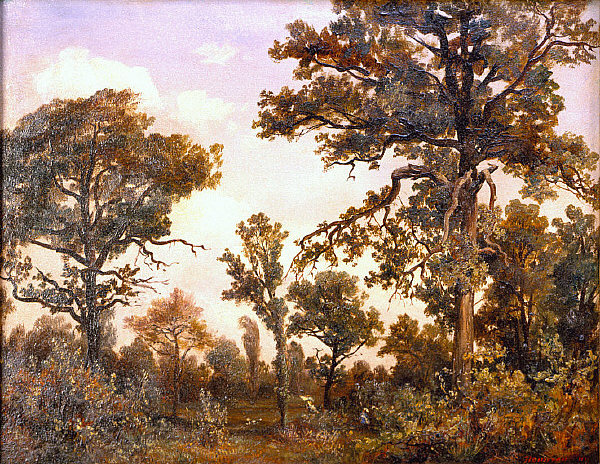
Théodore Rousseau: Stejari în pădurea din Fontainebleau, 1839) - Saint Louis Art Museum, USA

Școala de la Barbizon a reunit un grup de pictori francezi la mijlocul secolului al XIX-lea. Numele vine de la mica localitate Barbizon situată la sud de Paris, în apropierea pădurii din Fontainebleau (departamentul Seine-et-Marne), care devine locul preferat de întâlnire și de creație al artiștilor, devenind astfel leagănul unei școli de pictură. Membrii fondatori ai acestei școli au fost Jean-Baptiste Camille Corot, Théodore Rousseau, Jean-François Millet și Charles-François Daubigny, la care se alătură încă un mare număr de alți artiști, printre care și Nicolae Grigorescu. De asemenea atestat barbizonist de vara e si Ion Andreescu. Ca rezultat al operelor lor, peisajul francez se înnobilează. La influența peisagiștilor olandezi și englezi, artiștii barbizonieni situează în prim-plan pictura de atmosferă, renunțând în mare parte la stilul clasicist.
Termenul a apărut pentru prima dată în istoria picturii în anul 1890 datorită lucrării criticului de artă scoțian David Croal Thomson intitulată "The Barbizon School of Painters". De atunci termenul a fost pus sub semnul întrebării de mulți critici de artă, care contestă ideea că ar fi existat o adevărată "școală" de pictură în Barbizon, fiind vorba de fapt de un grup de artiști cu stiluri foarte diferite și din epoci diverse, care au descoperit ca sursă de inspirație peisajele oferite de pădurea din Fontainebleau și din împrejurimile sale.

## Istoric și caracteristici comune
Începând din anul 1820, tot mai mulți pictori sosesc la Barbizon, localitate care a devenit cunoscută datorită frumuseții sale naturale. Théodore Caruelle d'Aligny și Jean-Baptiste Camille Corot, care se cunoscuseră la Roma, sosesc la Barbizon în 1829. Sunt urmați de Narcisse Diaz de la Peña, Théodore Rousseau, Jacques Raymond Bascassat, Antoine Louis Barye și Alexandre Descamps. Artiștii profită de ospitalitatea localnicilor sau se cazează la hanul din Chailly.
La inițiativa lui Père Ganne, se deschide și la Barbizon un han, care în curând va devenit locul preferat al pictorilor. În 1847, Théodore Rousseau este primul care se stabilește la Barbizon. Cumpără o casă în care vor fi primiți cu ospitalitate în orice perioadă a anului artiștii sosiți în localitate. Doi ani mai târziu, Jean-François Millet și prietenul său, sculptorul Charles Jacque, se stabilesc aici împreună cu familiile lor. 
Barbizonul devine în scurt timp locul de întâlnire a tinerei generații de artiști. Aici se leagă prietenii și se desfășoară discuții aprinse. Tendința comună este întoarcerea la peisagistică, mai ales sub influența picturii flamande. Sunt apreciați artiștii nordici, Pieter Bruegel cel Bătrân sau Jacob van Ruisdael, care au reușit să redea în tablourile lor mai bine decât oricine atmosfera autentică a satului. Rousseau, unul din cei mai importanți membrii ai școlii barbizoniene, considerat fondator al ei, avea multe tablouri în acvaforte ale acestor artiști. Millet rămâne mai mult sub influența picturii franceze, admirator în special al lui François Boucher și al lui Jean Honoré Fragonard.
O altă importantă sursă de inspirație pentru barbizonieni este arta peisagistică engleză, în special creațiile lui John Constable, care și-a expus la Salonul din Paris în 1824 tabloul intitulat "Căruță cu fân". Pictorii din Barbizon adoptă acuarela reactualizată de peisagiștii englezi, deoarece această tehnică este foarte potrivită pentru pictura în "plein-air".
Ceea ce unește grupul barbizonian în afară de cele amintite este și răzvrătirea împotriva autoritarismului: refuză academismul, dar și romantismul. Împreună organizează expoziții cu vânzarea propriilor tablouri și editează  un ziar propriu. În hanul lui Père Ganne au loc discuții aprinse privind actualitățile în artă și literatură. Discuțiile servesc ca bază pentru dezbaterile teoretice. Toți învață din confruntarea părerilor. Théodore Rousseau explică astfel concepțiile despre pictură: "Arta noastră reușește să atingă patosul, sentiment pe care ne străduim să îl găsim prin sinceritatea portretului, prin prisma adevărului dur. Ne străduim să studiem cu toată inima, visăm viața și nu copiem ceea ce vedem cu precizie matematică, ci simțim și explicăm lumea reală, fiind condamnați să nu o putem ocoli."
Influența barbizonienilor depășește în curând granițele Franței. La Barbizon sosesc artiști din nordul Europei și din Statele Unite ale Americii. Pictorul român Nicolae Grigorescu descoperă localitatea Barbizon în 1862, unde rămâne pentru câțiva ani. Sosesc la Barbizon pentru un popas mai scurt și pictori cehi, maghiari, elvețieni, belgieni și polonezi. "Școala" de la Barbizon se deschide pentru lumea întreagă, ea va deschide drumul pentru impresionism.      

### Galerie

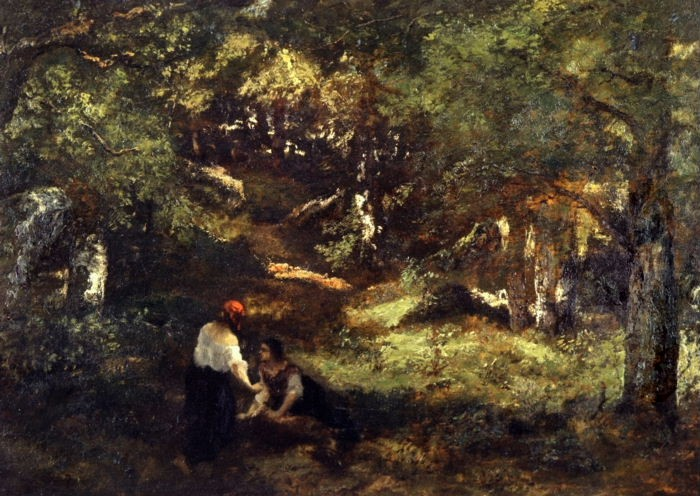
Narcisso Diaz de la Peña: Pădure la Fontainebleau, 1860
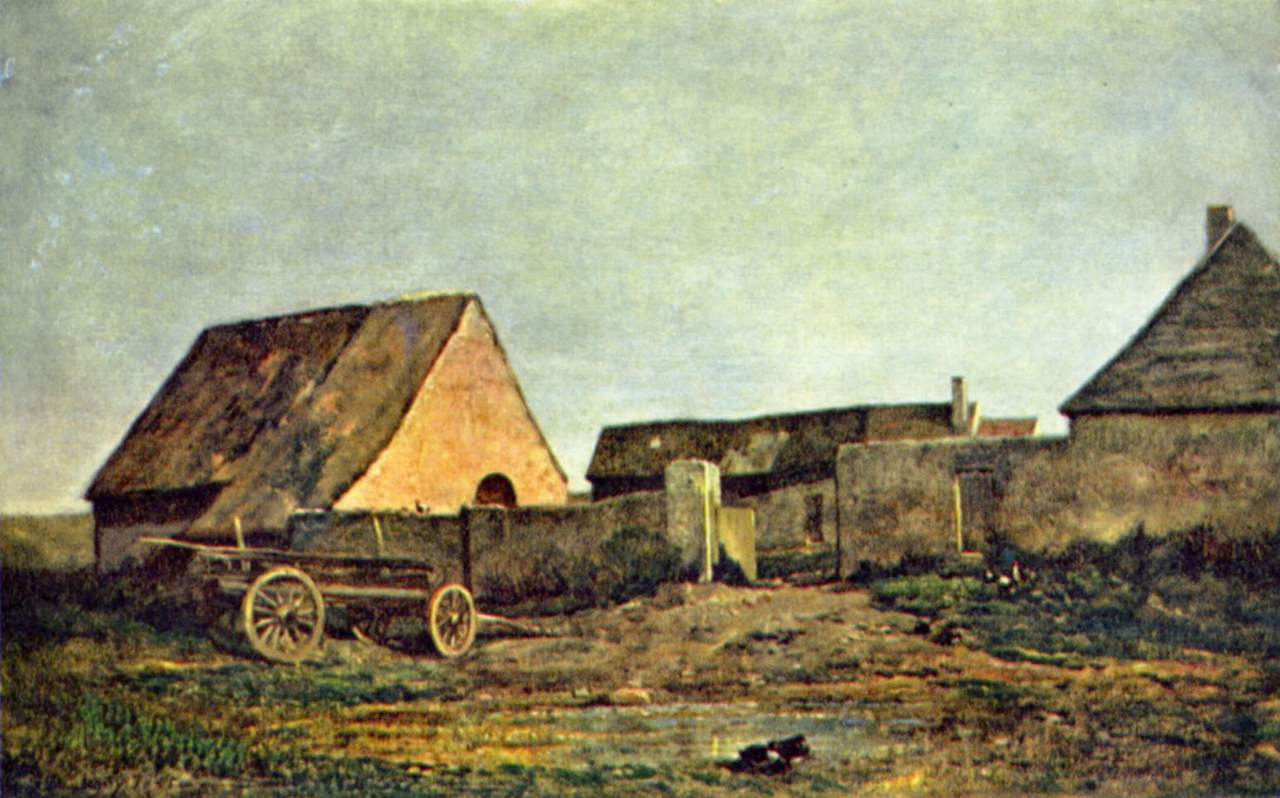
Charles-François Daubigny: Fermă, 1855
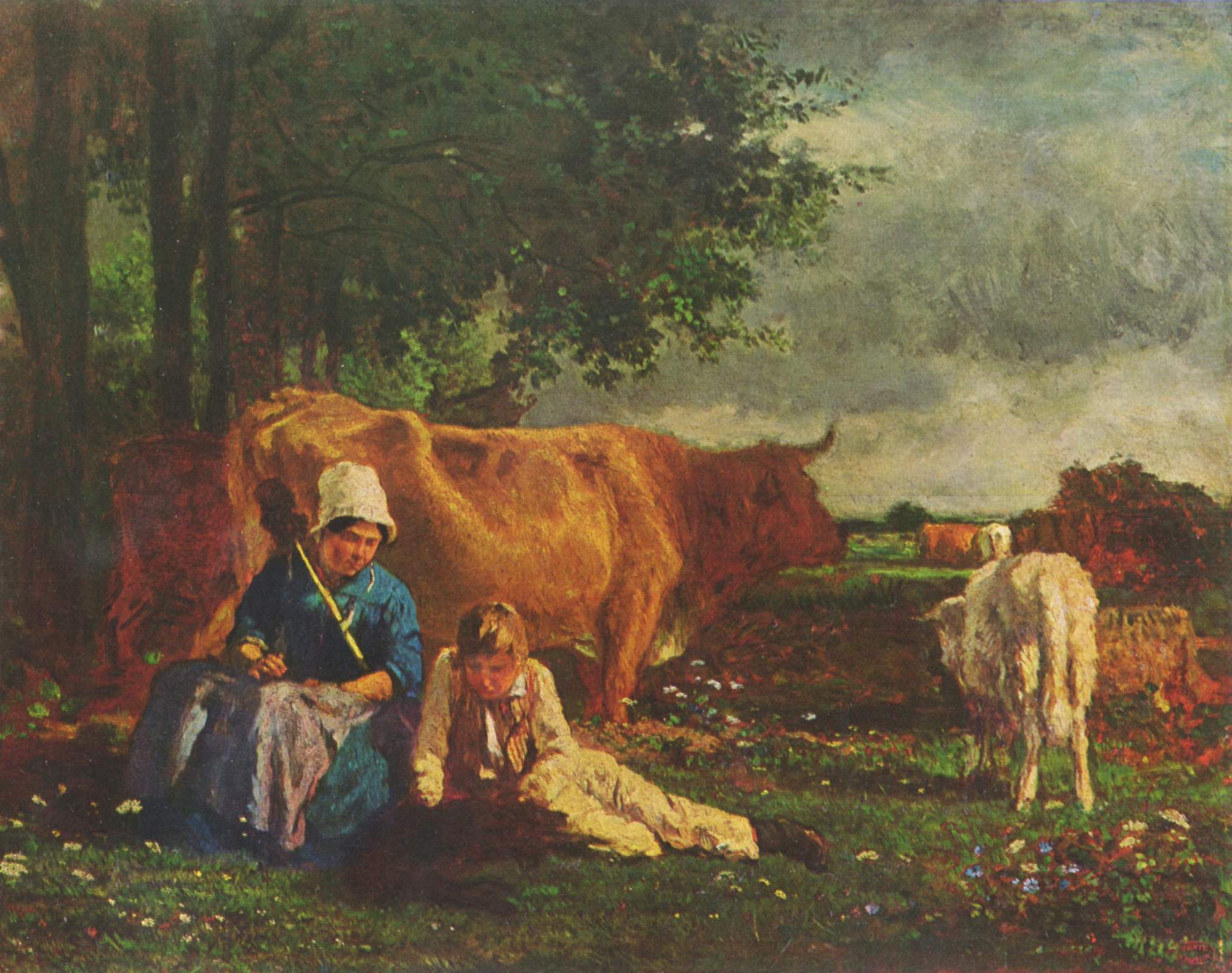
Constant Troyon: Vaci la păscut, 1860
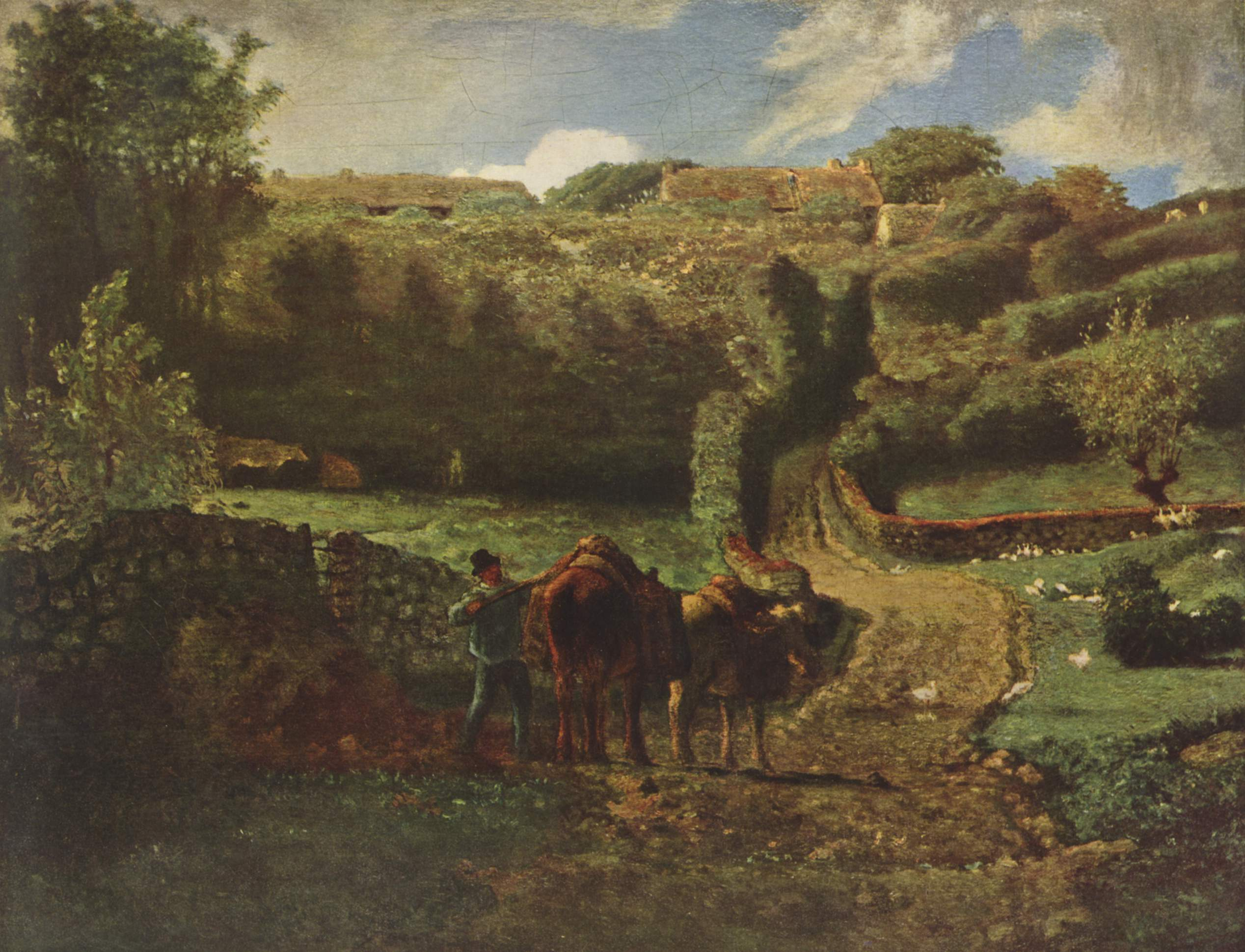
Jean-François Millet: Gospodărie la Gréville, 1855
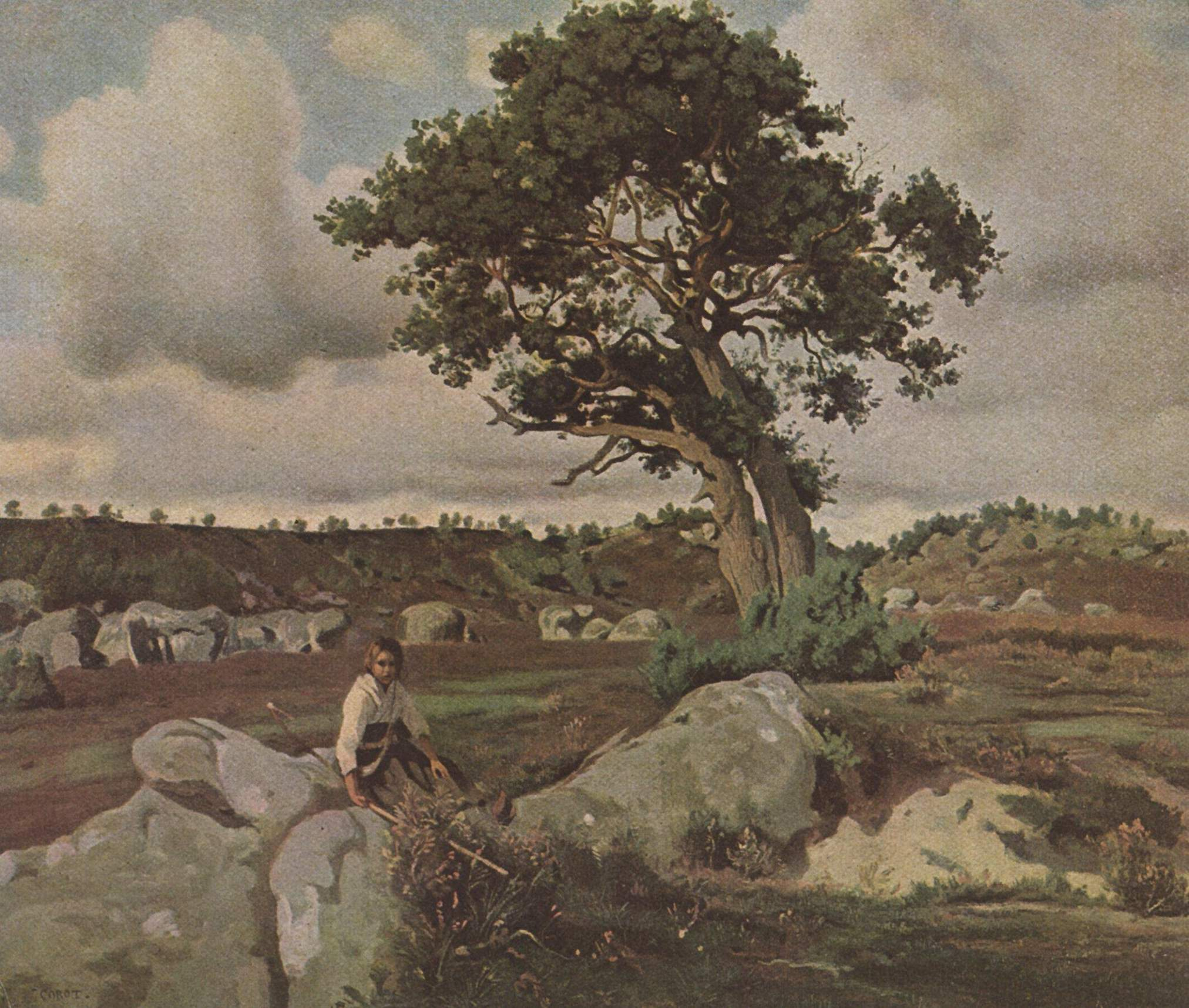
Jean-Baptiste Camille Corot: Stejar la Fontainebleau, 1830-35
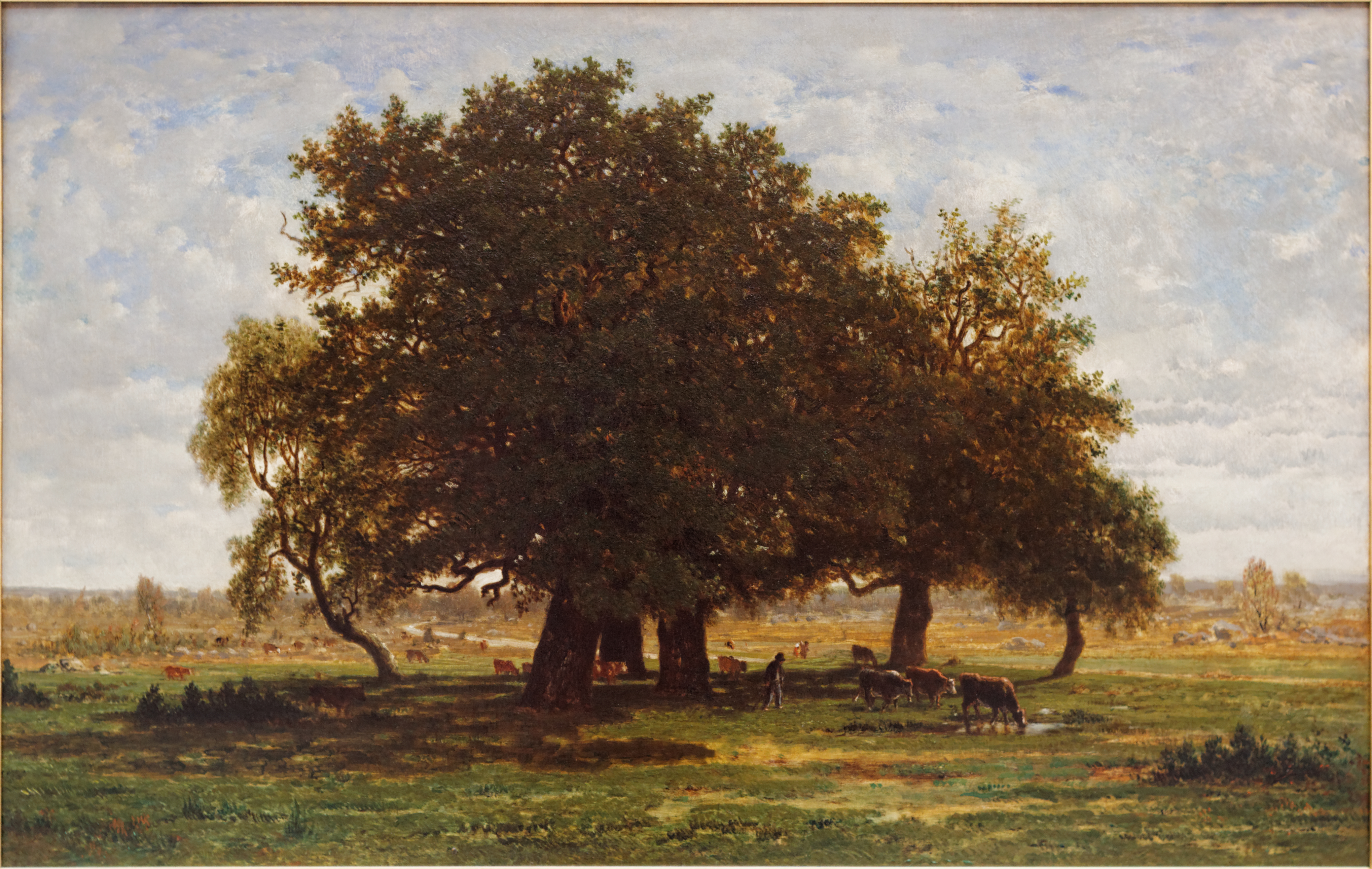
Théodore Rousseau: Stejari în Apremont, 1852
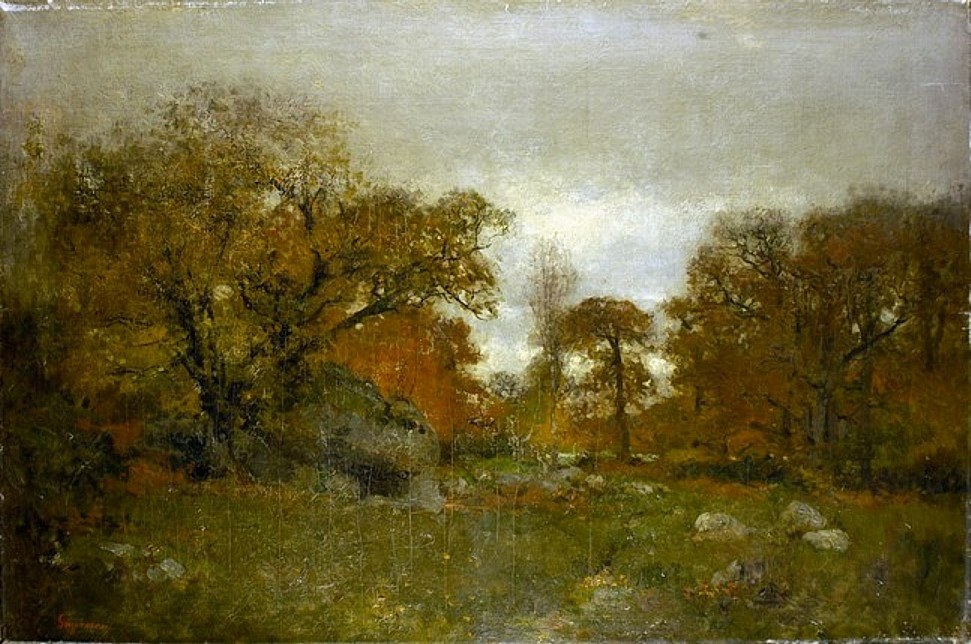
Nicolae Grigorescu: Toamna la Fontainebleau, 1866-1869

## Principali reprezentanți ai grupului de artiști din Barbizon
| - Théodore Rousseau (1812-1867), întemeietorul grupului - Jacques Raymond Bascassat (1804-1867) - Frédéric Bazille (1841-1870) - Jules Breton (1827-1906) - Louis Cabat (1823-1889) - Théodore Caruelle d'Aligny (1798-1874) - Ferdinand Chaigneau (1830-1906) - Albert Charpin (1842-1924) - Antoine Chintreuil (1814-1873) - Jean-Baptiste Camille Corot (1796-1875) - Charles-François Daubigny (1817-1878) - Alexandre Descamps (1803-1860) - Alexandre Defaux (1826-1900) | - Charles Deshayes (1831-1895) - Narcisso Virgilio Diaz de la Peña (1807-1876) - Jules Dupré (1812-1889) - Nicolae Grigorescu (1838-1901) - Henri Harpignies (1819-1916) - Charles Jacque (1813-1894) - Jean-François Millet (1814-1875) - Olivier de Penne Charles (1831-1897) - Paul Tavernier (1852-1943) - Constant Troyon (1810-1865) - Félix Ziem (1821-1911) - Ion Andreescu (1850-1882) |